# Municipio Ecatepec de Morelos
Koordinaten: 19° 36′ N, 99° 3′ W
Ecatepec de Morelos ist ein Municipio im mexikanischen Bundesstaat México. Es gehört zur Zona Metropolitana del Valle de México, der Metropolregion um Mexiko-Stadt. Der Sitz der Gemeinde und dessen größter Ort ist das gleichnamige Ecatepec de Morelos. Die Gemeinde hatte im Jahr 2010 1.656.107 Einwohner, die Fläche des Municipios beträgt 159,9 km².

## Geographie
Das Municipio Ecatepec de Morelos liegt im Nordosten des Bundesstaates México. Es grenzt an die Municipios Coacalco de Berriozábal, Jaltenco, Tecámac, Acolman, Atenco, Texcoco, Nezahualcóyotl und Tlalnepantla de Baz sowie an den Bundesdistrikt Mexiko-Stadt.

## Orte
| Orte                | Einwohner |
| Gemeinde            | 1.656.107 |
| Ecatepec de Morelos | 1.655.015 |
| Mesa de los Leones  | 0.000.578 |
| Tierra Blanca       | 0.000.480 |
| Vista Hermosa       | 0.000.034 |